# タチスゲ
タチスゲ Carex maculata Bott 1846. はカヤツリグサ科スゲ属の植物の一つ。湿地に生え、全ての小穂が上に向かって立っている。

## 特徴
柔らかな多年生の草本。根茎は短く、茎は束になって生える。草丈は30～70cm程。葉は幅が3～6mmで、裏面は粉を吹いたように白みを帯びる。基部の鞘は淡褐色に色づく。
花期は5～6月。花序は頂生の雄小穂とそれよりやや下に2～3個並ぶ雌小穂からなる。花序の苞は葉身がよく発達し、その基部には鞘がある。雄性の頂小穂は長さが1～3cm、幅が1～1.5mmと細長くて柄がほとんどない。雌性の側小穂は短い柄があり、長さ1～4cm、幅3～4mmで果胞が密生していて円柱形をしており、直立する。果胞は広卵形で長さ約2.5mm、やや扁平になっており、短い嘴があり、口の部分は滑らかになっている。その表面には全体に細かな乳頭状突起があり、また隆起した太い脈が数本あり、乾燥すると赤褐色に変色する。柱頭は3つに裂ける。痩果は倒卵形で長さ1.5～2mm。痩果の断面は3稜形をしており、その先端は嘴状に突き出して強くねじれている。
和名は立ちスゲの意で、花茎や小穂が直立する様子に由来する。

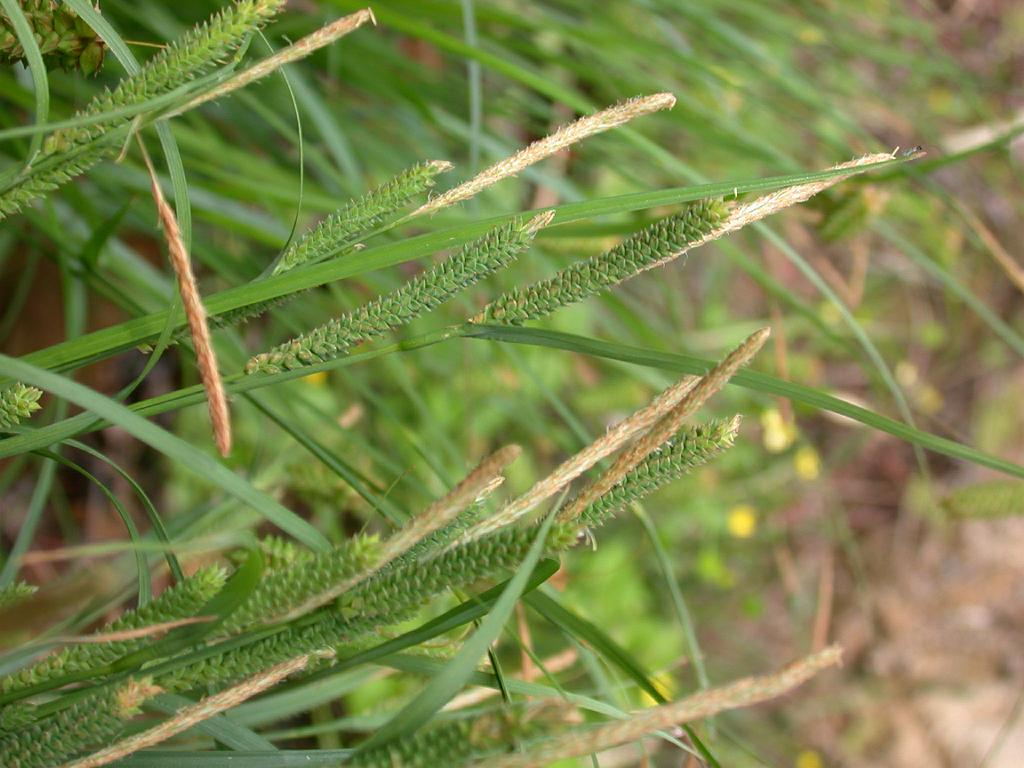
花序の上部
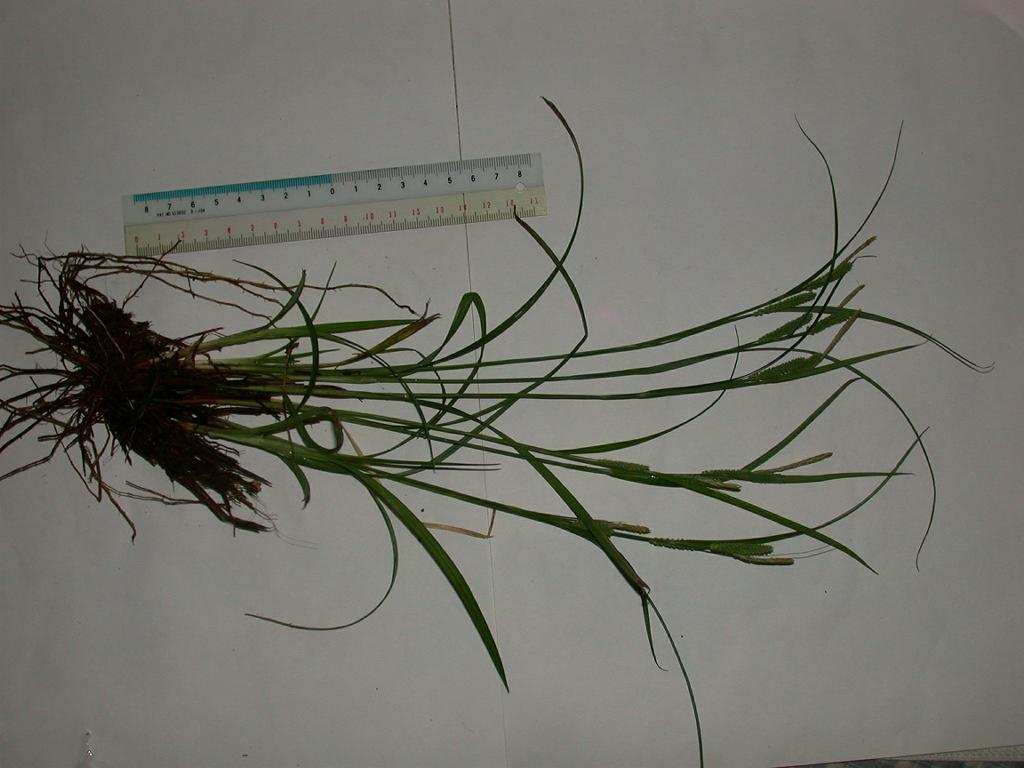
全草
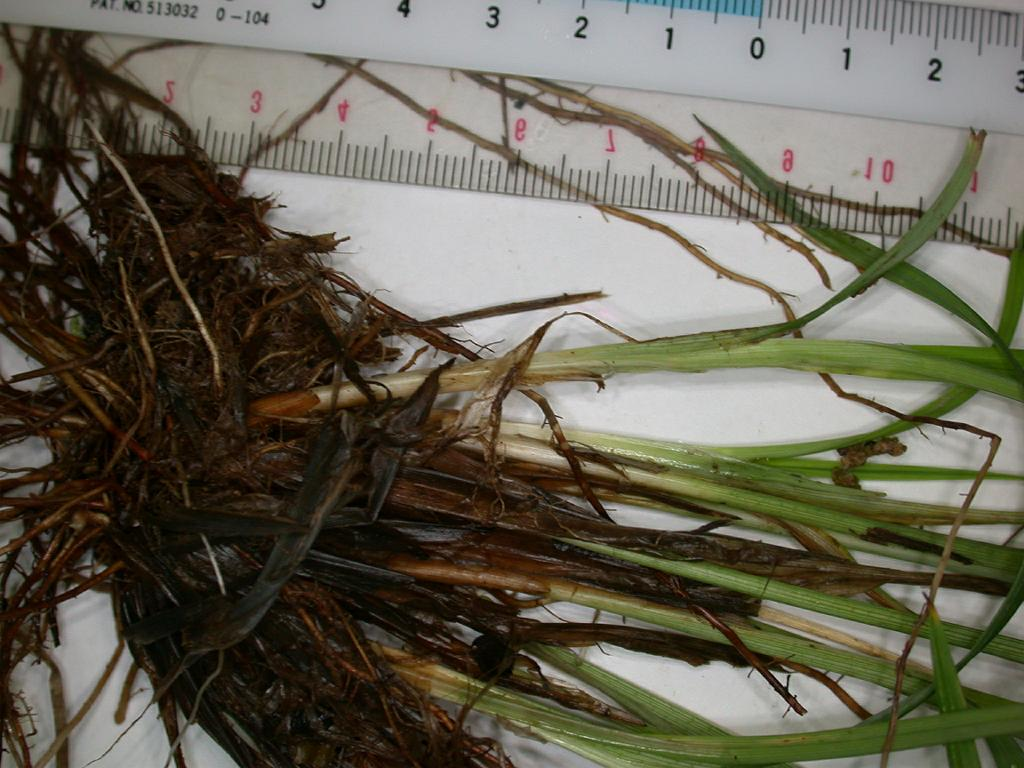
基部の鞘など
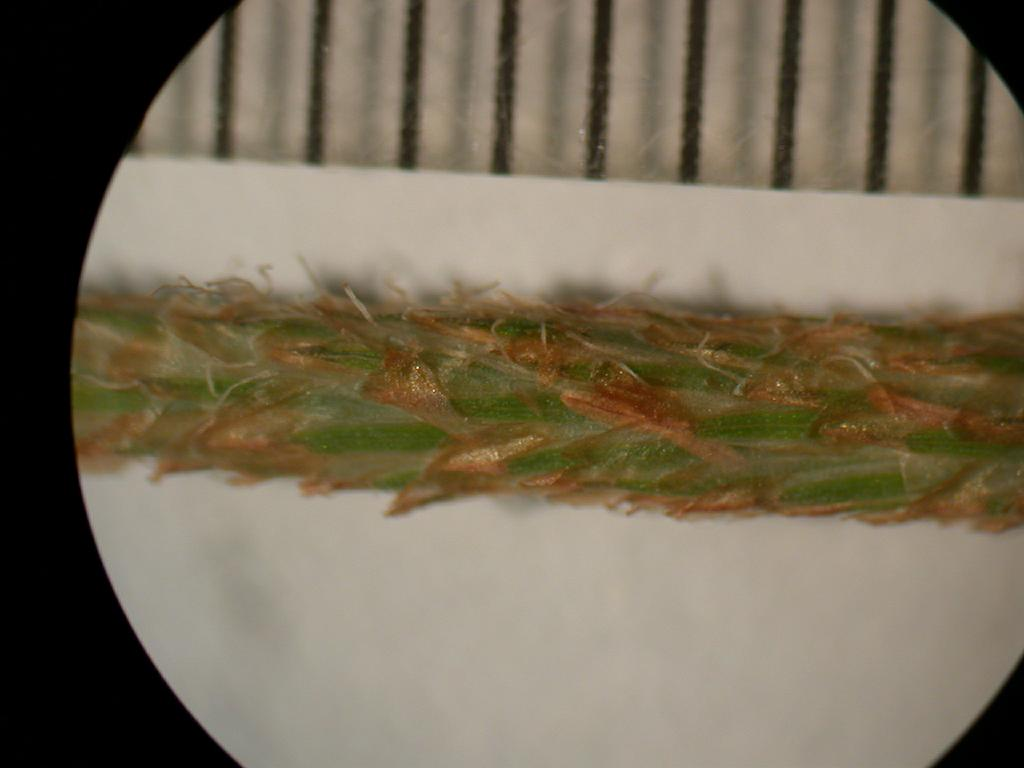
雄小穂の拡大像
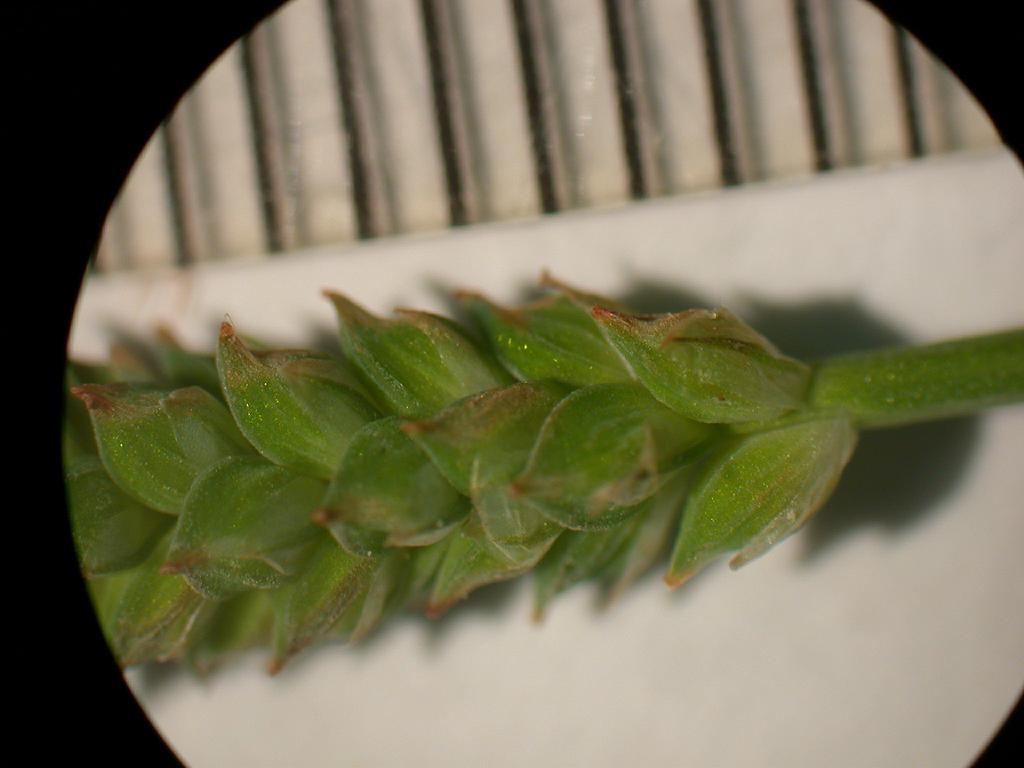
雌小穂の拡大像
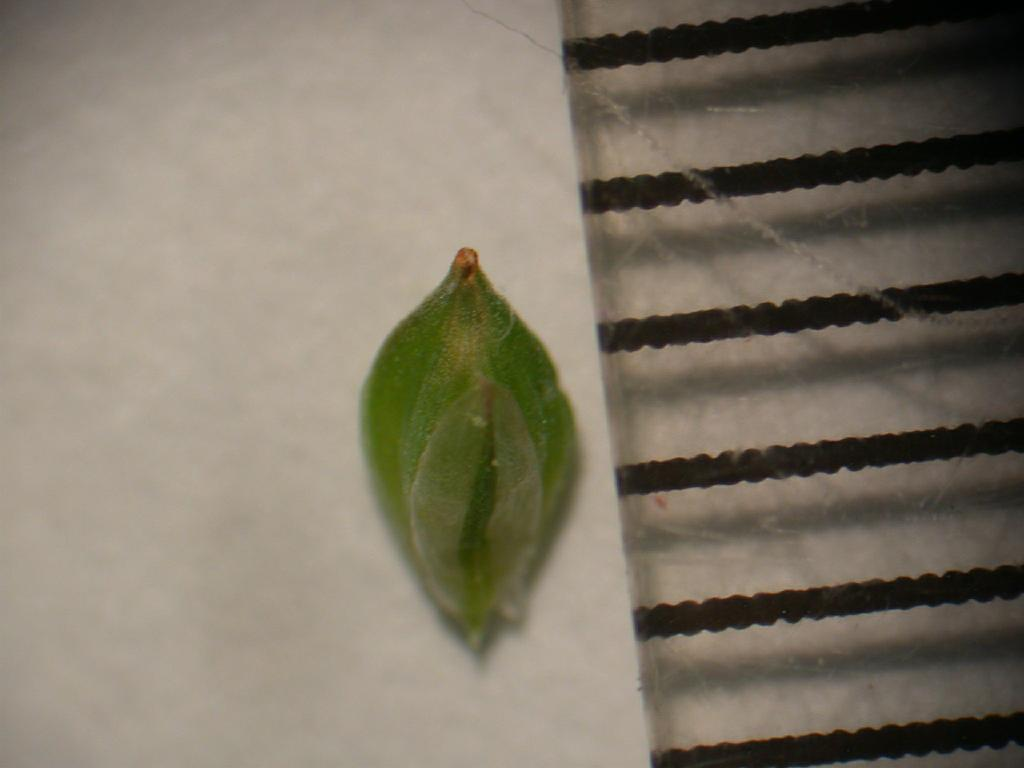
果胞と雌花鱗片
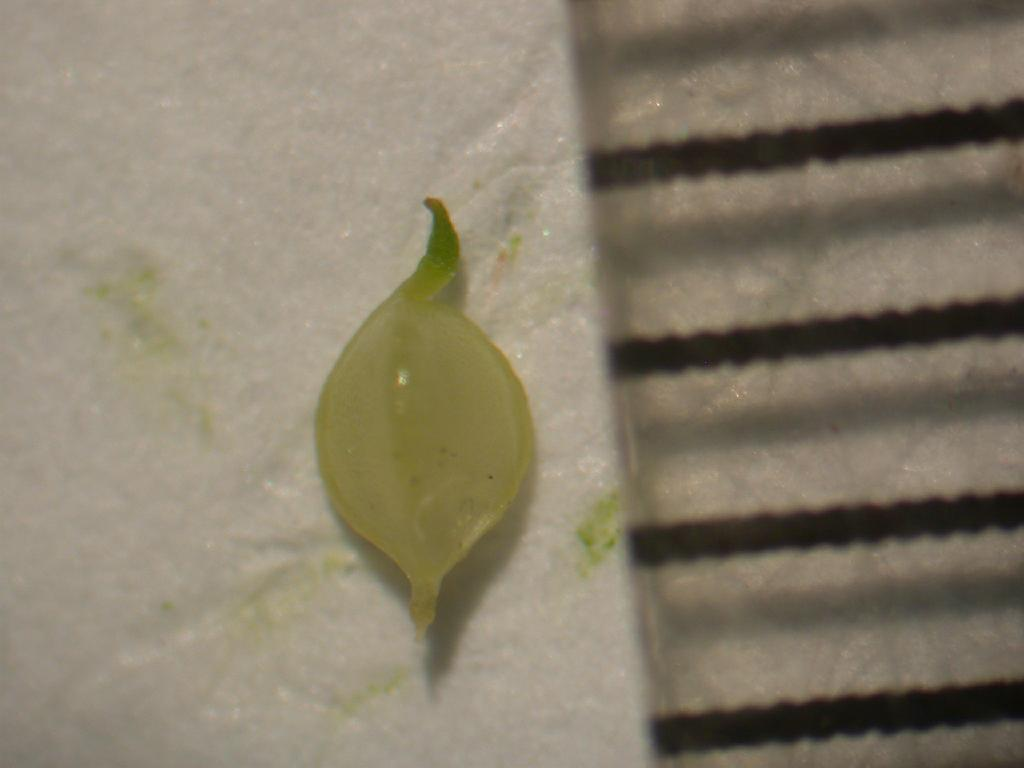
若い果実

## 分布と生育環境
日本では本州から九州にかけて分布しており、国外では朝鮮半島南部、中国からインドにまで分布する。本州での分布は宮城県以南とも言われる。
湿った草地に生える。

## 分類など
頂小穂雄性、側小穂雌性、小穂が直立、苞に鞘があり、果胞は扁平、太い脈があり、柱頭は3岐といった特徴から勝山(2015)では本種をタチスゲ節 Sect. Anomalae としている。この節に含まれるのは日本では本種の他にはリュウキュウタチスゲ C. tetsuoi がある。この種は葉が粉白を帯びない深緑色で、果胞の表面もほぼ滑らかであることで区別される。沖縄本島のみから知られており、現時点では固有である。
外見的に似通ったものとしては、星野他(2011)はヒメゴウソとアゼスゲを挙げている。ヒメゴウソは本種と同じく全体に粉緑色で、棒状の雌小穂に密生した果胞には乳頭状突起があるが、この種では花茎や葉が強くざらつくこと、小穂がやや垂れることなどで異なり、アゼスゲは雄花鱗片、雌花鱗片が褐色系に濃く色づく点などで異なり、またこの両種共にアゼスゲ節のもので花序の苞に鞘がないこと、柱頭が2つに裂けることなどで異なっている。本種同様に細長い棒状の小穂を直立させてつけるものには、この他にジュズスゲもあり、この種は全体に強く緑色であること、果胞が細長くて先端も尖っていることなどではっきり区別がつく。

## 保護の状況
環境省のレッドデータブックでは取り上げられていないが、都県別では宮城県、山形県、群馬県、長野県で絶滅危惧I類、福島県、千葉県、埼玉県で準絶滅危惧の指定があり、他に福井県でも何らかの指定があり、東京都と神奈川県では絶滅とされている。絶滅危惧I類はおおむね分布域の北限での指定と見える。東京都の2013年時点では生育地がごく少ないことが記されており、生育地の保全が重要と述べられている。